# Forenzní antropologie
Forenzní antropologie je aplikací fyzické (biologické) antropologie v kriminalistice. Náplní forenzní antropologie je především identifikace biologického materiálu, zejména rozpoznání lidských ostatků. V rámci lidských ostatků se pak zabývá identifikací jednotlivce. Arbitrální hranice mezi působením soudního lékařství a forezní antropologie při ohledávání ostatků je obvykle přítomnost zbytků měkkých tkání na nalezených ostatcích – pokud jsou ještě zbytky tkání přítomny, jde o záležitost soudního lékařství, pokud jde již jen o kosterní pozůstatky, jde o záležitost forenzní antropologie. Samozřejmě že v celé řadě případů je nutná spolupráce obou oborů; například soudní lékař není kompetentní posoudit, zda jde o lidské nebo zvířecí ostatky.